# Anopheles xiaokuanus
Anopheles xiaokuanus este o specie de țânțari din genul Anopheles, descrisă de Ma în anul 1981. Conform Catalogue of Life specia Anopheles xiaokuanus nu are subspecii cunoscute.